# National Basketball Association 2012-2013
La stagione della National Basketball Association 2012-2013 è stata la 67ª edizione del campionato NBA. Il titolo è stato vinto dai Miami Heat, al secondo successo consecutivo e al terzo della loro storia.
Il campionato è iniziato il 30 ottobre 2012 con l'incontro tra i campioni in carica dei Miami Heat e i Boston Celtics. La stagione regolare si è conclusa il 17 aprile 2013; i Playoffs 2013 sono iniziati il 20 aprile e si sono conclusi con la gara-7 di finale del 20 giugno.

## Squadre partecipanti
- Atlanta Hawks
- Boston Celtics
- Brooklyn Nets
- Charlotte Bobcats
- Chicago Bulls
- Cleveland Cavaliers
- Dallas Mavericks
- Denver Nuggets
- Detroit Pistons
- G.S. Warriors

- Houston Rockets
- Indiana Pacers
- L.A. Clippers
- L.A. Lakers
- Memphis Grizzlies
- Miami Heat
- Milwaukee Bucks
- Minnesota T'wolves
- N.O. Hornets
- N.Y. Knicks

- Oklahoma Thunder
- Orlando Magic
- Philadelphia 76ers
- Phoenix Suns
- Portland T. Blazers
- Sacramento Kings
- San Antonio Spurs
- Toronto Raptors
- Utah Jazz
- Wash. Wizards

## Classifiche
Aggiornate al 18 aprile 2013.

### Classifica per Division

#### Eastern Conference
Atlantic Division
|    | Classifica         | V  | P  | %     |
| -- | ------------------ | -- | -- | ----- |
| 1. | N.Y. Knicks        | 54 | 28 | 65,9% |
| 2. | Brooklyn Nets      | 49 | 33 | 59,8% |
| 3. | Boston Celtics     | 41 | 40 | 50,6% |
| 4. | Philadelphia 76ers | 34 | 48 | 41,5% |
| 5. | Toronto Raptors    | 34 | 48 | 41,5% |

Central Division
|    | Classifica          | V  | P  | %     |
| -- | ------------------- | -- | -- | ----- |
| 1. | Indiana Pacers      | 49 | 32 | 60,5% |
| 2. | Chicago Bulls       | 45 | 37 | 54,9% |
| 3. | Milwaukee Bucks     | 38 | 44 | 46,3% |
| 4. | Detroit Pistons     | 29 | 53 | 35,4% |
| 5. | Cleveland Cavaliers | 24 | 58 | 29,3% |

Southeast Division
|    | Classifica        | V  | P  | %     |
| -- | ----------------- | -- | -- | ----- |
| 1. | Miami Heat        | 66 | 16 | 80,5% |
| 2. | Atlanta Hawks     | 44 | 38 | 53,7% |
| 3. | Wash. Wizards     | 29 | 53 | 35,4% |
| 4. | Charlotte Bobcats | 21 | 61 | 25,6% |
| 5. | Orlando Magic     | 20 | 62 | 24,4% |

#### Western Conference
Northwest Division
|    | Classifica          | V  | P  | %     |
| -- | ------------------- | -- | -- | ----- |
| 1. | Oklahoma Thunder    | 60 | 22 | 73,2% |
| 2. | Denver Nuggets      | 57 | 25 | 69,5% |
| 3. | Utah Jazz           | 43 | 39 | 52,4% |
| 4. | Portland T. Blazers | 33 | 49 | 40,2% |
| 5. | Minnesota T'wolves  | 31 | 51 | 37,8% |

Pacific Division
|    | Classifica       | V  | P  | %     |
| -- | ---------------- | -- | -- | ----- |
| 1. | L.A. Clippers    | 56 | 26 | 68,3% |
| 2. | G.S. Warriors    | 47 | 35 | 57,3% |
| 3. | L.A. Lakers      | 45 | 37 | 54,9% |
| 4. | Sacramento Kings | 28 | 54 | 34,1% |
| 5. | Phoenix Suns     | 25 | 57 | 30,5% |

Southwest Division
|    | Classifica        | V  | P  | %     |
| -- | ----------------- | -- | -- | ----- |
| 1. | San Antonio Spurs | 58 | 24 | 70,7% |
| 2. | Memphis Grizzlies | 56 | 26 | 68,3% |
| 3. | Houston Rockets   | 45 | 37 | 54,9% |
| 4. | Dallas Mavericks  | 41 | 41 | 50%   |
| 5. | N.O. Hornets      | 27 | 55 | 32,9% |

### Classifica per Conference

#### Eastern Conference
|     | Classifica          | V  | P  | %     |
| --- | ------------------- | -- | -- | ----- |
| 1.  | Miami Heat          | 66 | 16 | 80,5% |
| 2.  | N.Y. Knicks         | 54 | 28 | 65,9% |
| 3.  | Indiana Pacers      | 49 | 32 | 60,5% |
| 4.  | Brooklyn Nets       | 49 | 33 | 59,8% |
| 5.  | Chicago Bulls       | 45 | 37 | 54,9% |
| 6.  | Atlanta Hawks       | 44 | 38 | 53,7% |
| 7.  | Boston Celtics      | 41 | 40 | 50,6% |
| 8.  | Milwaukee Bucks     | 38 | 44 | 46,3% |
| 9.  | Philadelphia 76ers  | 34 | 48 | 41,5% |
| 10. | Toronto Raptors     | 34 | 48 | 41,5% |
| 11. | Wash. Wizards       | 29 | 53 | 35,4% |
| 12. | Detroit Pistons     | 29 | 53 | 35,4% |
| 13. | Cleveland Cavaliers | 24 | 58 | 29,3% |
| 14. | Charlotte Bobcats   | 21 | 61 | 25,6% |
| 15. | Orlando Magic       | 20 | 62 | 24,4% |

#### Western Conference
|     | Classifica          | V  | P  | %     |
| --- | ------------------- | -- | -- | ----- |
| 1.  | Oklahoma Thunder    | 60 | 22 | 73,2% |
| 2.  | San Antonio Spurs   | 58 | 24 | 70,7% |
| 3.  | Denver Nuggets      | 57 | 25 | 69,5% |
| 4.  | L.A. Clippers       | 56 | 26 | 68,3% |
| 5.  | Memphis Grizzlies   | 56 | 26 | 68,3% |
| 6.  | G.S. Warriors       | 47 | 35 | 57,3% |
| 7.  | L.A. Lakers         | 45 | 37 | 54,9% |
| 8.  | Houston Rockets     | 45 | 37 | 54,9% |
| 9.  | Utah Jazz           | 43 | 39 | 52,4% |
| 10. | Dallas Mavericks    | 41 | 41 | 50%   |
| 11. | Portland T. Blazers | 33 | 49 | 40,2% |
| 12. | Minnesota T'wolves  | 31 | 51 | 37,8% |
| 13. | Sacramento Kings    | 28 | 54 | 34,1% |
| 14. | N.O. Hornets        | 27 | 55 | 32,9% |
| 15. | Phoenix Suns        | 25 | 57 | 30,5% |

## Statistiche
Aggiornata il 26 novembre 2016 

### Statistiche individuali
| Categoria     | Giocatore       | Squadra                         | Statistiche |
| ------------- | --------------- | ------------------------------- | ----------- |
| Punti         | Carmelo Anthony | New York Knicks                 | 28.7        |
| Rimbalzi      | Dwight Howard   | Los Angeles Lakers              | 12.4        |
| Assist        | Rajon Rondo     | Boston Celtics                  | 11.1        |
| Rubate        | Chris Paul      | Los Angeles Clippers            | 2.41        |
| Stoppate      | Serge Ibaka     | Oklahoma City Thunder           | 3.03        |
| Palle perse   | Jrue Holiday    | Philadelphia 76ers              | 3.8         |
| Falli         | Dwight Howard   | Los Angeles Lakers              | 3.8         |
| Minuti        | Luol Deng       | Chicago Bulls                   | 38.7        |
| FG%           | DeAndre Jordan  | Los Angeles Clippers            | 64.3%       |
| FT%           | Kevin Durant    | Oklahoma City Thunder           | 90.5%       |
| 3FG%          | José Calderón   | Detroit Pistons/Toronto Raptors | 46.1%       |
| Efficienza    | LeBron James    | Miami Heat                      | 31.6        |
| Doppia-doppia | David Lee       | Golden State Warriors           | 56          |
| Tripla-doppia | Rajon Rondo     | Boston Celtics                  | 5           |

### Record Individuali per gara
| Categoria   | Giocatore      | Squadra                | Statistiche |
| ----------- | -------------- | ---------------------- | ----------- |
| Punti       | Stephen Curry  | Golden State Warriors  | 54          |
| Rimbalzi    | Nikola Vučević | Orlando Magic          | 29          |
| Assist      | Rajon Rondo    | Boston Celtics         | 20          |
| Rubate      | Kemba Walker   | Charlotte Bobcats      | 8           |
| Rubate      | Ricky Rubio    | Minnesota Timberwolves | 8           |
| Stoppate    | Roy Hibbert    | Indiana Pacers         | 11          |
| Stoppate    | Joakim Noah    | Chicago Bulls          | 11          |
| Tiri da tre | Stephen Curry  | Golden State Warriors  | 11          |
| Tiri da tre | Deron Williams | Brooklyn Nets          | 11          |

### Statistiche per squadra
| Categoria            | Squadra               | Statistiche |
| -------------------- | --------------------- | ----------- |
| Punti per gara       | Denver Nuggets        | 106.1       |
| Rimbalzi per gara    | Indiana Pacers        | 45.9        |
| Assist per gara      | San Antonio Spurs     | 25.1        |
| Rubate per gara      | Los Angeles Clippers  | 9.6         |
| Stoppate per gara    | Oklahoma City Thunder | 7.6         |
| Palle perse per gara | Houston Rockets       | 16.4        |
| FG%                  | Miami Heat            | 49.6%       |
| FT%                  | Oklahoma City Thunder | 82.8%       |
| 3FG%                 | Golden State Warriors | 40.3%       |
| +/−                  | Oklahoma City Thunder | 9.2         |

## Riconoscimenti

### Giocatore della settimana
Aggiornate al 14 aprile 2013.
| Mese           | Eastern Conference                 | Western Conference                         |
| -------------- | ---------------------------------- | ------------------------------------------ |
| 30 ott.-4 nov. | Brandon Jennings (Milwaukee Bucks) | James Harden (Houston Rockets)             |
| 5-11 nov.      | LeBron James (Miami Heat)          | Kenneth Faried (Denver Nuggets)            |
| 12-18 nov.     | LeBron James (Miami Heat)          | Kevin Durant (Oklahoma City Thunder)       |
| 19-25 nov.     | Al Horford (Atlanta Hawks)         | Tim Duncan (San Antonio Spurs)             |
| 26 nov.-2 dic. | Carmelo Anthony (New York Knicks)  | Kevin Durant (Oklahoma City Thunder)       |
| 3-9 dic.       | Josh Smith (Atlanta Hawks)         | Blake Griffin (Los Angeles Clippers)       |
| 10-16 dic.     | Paul George (Indiana Pacers)       | David Lee (Golden State Warriors)          |
| 17-23 dic.     | LeBron James (Miami Heat)          | Chris Paul (Los Angeles Clippers)          |
| 24-30 dic.     | Monta Ellis (Milwaukee Bucks)      | Greivis Vásquez (New Orleans Hornets)      |
| 31 dic.-6 gen. | Carmelo Anthony (New York Knicks)  | James Harden (Houston Rockets)             |
| 7-13 gen.      | Brandon Jennings (Milwaukee Bucks) | Kevin Durant (Oklahoma City Thunder)       |
| 14-20 gen.     | Carlos Boozer (Chicago Bulls)      | Kevin Durant (Oklahoma City Thunder)       |
| 21-27 gen.     | Kyrie Irving (Cleveland Cavaliers) | Tony Parker (San Antonio Spurs)            |
| 28 gen.-3 feb. | Nate Robinson (Chicago Bulls)      | David Lee (Golden State Warriors)          |
| 4-10 feb.      | LeBron James (Miami Heat)          | Russell Westbrook (Oklahoma City Thunder)  |
| 19-24 feb      | LeBron James (Miami Heat)          | Kobe Bryant (Los Angeles Lakers)           |
| 25 feb.-3 mar. | Monta Ellis (Milwaukee Bucks)      | Ty Lawson (Denver Nuggets)                 |
| 4-10 mar.      | Dwyane Wade (Miami Heat)           | Kobe Bryant (Los Angeles Lakers)           |
| 11-17 mar.     | John Wall (Washington Wizards)     | LaMarcus Aldridge (Portland Trail Blazers) |
| 18-24 mar.     | LeBron James (Miami Heat)          | James Harden (Houston Rockets)             |
| 25-31 mar.     | J.R. Smith (New York Knicks)       | Al Jefferson (Utah Jazz)                   |
| 1-7 apr.       | Carmelo Anthony (New York Knicks)  | Nikola Peković (Minnesota Timberwolves)    |
| 8-14 apr.      | Carmelo Anthony (New York Knicks)  | Kobe Bryant (Los Angeles Lakers)           |

### Giocatore del mese
| Mese             | Eastern Conference                | Western Conference                    | Note  |
| ---------------- | --------------------------------- | ------------------------------------- | ----- |
| Ottobre/Novembre | LeBron James (Miami Heat)         | Kevin Durant (Oklahoma City Thunder)  | [ 4 ] |
| Dicembre         | LeBron James (Miami Heat)         | Chris Paul (Los Angeles Clippers)     | [ 5 ] |
| Gennaio          | LeBron James (Miami Heat)         | Tony Parker (San Antonio Spurs)       | [ 6 ] |
| Febbraio         | LeBron James (Miami Heat)         | Kobe Bryant (Los Angeles Lakers)      | [ 7 ] |
| Marzo            | LeBron James (Miami Heat)         | Kevin Durant (Oklahoma City Thunder)  | [ 8 ] |
| Aprile           | Carmelo Anthony (New York Knicks) | Stephen Curry (Golden State Warriors) | [ 9 ] |

### Rookie del mese
| Mese             | Eastern Conference                         | Western Conference                      | Note   |
| ---------------- | ------------------------------------------ | --------------------------------------- | ------ |
| Ottobre/Novembre | Michael Kidd-Gilchrist (Charlotte Bobcats) | Damian Lillard (Portland Trail Blazers) | [ 10 ] |
| Dicembre         | Bradley Beal (Washington Wizards)          | Damian Lillard (Portland Trail Blazers) | [ 11 ] |
| Gennaio          | Bradley Beal (Washington Wizards)          | Damian Lillard (Portland Trail Blazers) | [ 12 ] |
| Febbraio         | Dion Waiters (Cleveland Cavaliers)         | Damian Lillard (Portland Trail Blazers) | [ 13 ] |
| Marzo            | Jonas Valančiūnas (Toronto Raptors)        | Damian Lillard (Portland Trail Blazers) | [ 14 ] |
| Aprile           | Chris Copeland (New York Knicks)           | Damian Lillard (Portland Trail Blazers) | [ 15 ] |

### Allenatore del mese
| Mese             | Eastern Conference             | Western Conference                     | Note   |
| ---------------- | ------------------------------ | -------------------------------------- | ------ |
| Ottobre/Novembre | Avery Johnson (Brooklyn Nets)  | Lionel Hollins (Memphis Grizzlies)     | [ 16 ] |
| Dicembre         | Larry Drew (Atlanta Hawks)     | Vinny Del Negro (Los Angeles Clippers) | [ 17 ] |
| Gennaio          | Tom Thibodeau (Chicago Bulls)  | George Karl (Denver Nuggets)           | [ 18 ] |
| Febbraio         | Erik Spoelstra (Miami Heat)    | Lionel Hollins (Memphis Grizzlies)     | [ 19 ] |
| Marzo            | Erik Spoelstra (Miami Heat)    | George Karl (Denver Nuggets)           | [ 20 ] |
| Aprile           | Mike Woodson (New York Knicks) | Mike D'Antoni (Los Angeles Lakers)     | [ 21 ] |

## Premi
- NBA Most Valuable Player Award: LeBron James, Miami Heat
- Bill Russell NBA Finals Most Valuable Player Award: LeBron James, Miami Heat
- NBA Rookie of the Year Award: Damian Lillard, Portland Trail Blazers
- NBA Defensive Player of the Year Award: Marc Gasol, Memphis Grizzlies
- NBA Sixth Man of the Year Award:J.R. Smith, New York Knicks
- NBA Most Improved Player Award: Paul George, Indiana Pacers
- NBA Coach of the Year Award: George Karl, Denver Nuggets
- J. Walter Kennedy Citizenship Award: Kenneth Faried, Denver Nuggets
- NBA All-Star Game Most Valuable Player Award: Chris Paul, Los Angeles Clippers

- All-NBA First Team:
  - F Kevin Durant, Oklahoma City Thunder
  - F LeBron James, Miami Heat
  - C Tim Duncan, San Antonio Spurs
  - G Kobe Bryant, Los Angeles Lakers
  - G Chris Paul, Los Angeles Clippers

- All-NBA Second Team:
  - F Carmelo Anthony, New York Knicks
  - F Blake Griffin, Los Angeles Clippers
  - C Marc Gasol, Memphis Grizzlies
  - G Russell Westbrook, Oklahoma City Thunder
  - G Tony Parker, San Antonio Spurs

- All-NBA Third Team:
  - F Paul George, Indiana Pacers
  - F David Lee, Golden State Warriors
  - C Dwight Howard, Los Angeles Lakers
  - G James Harden, Houston Rockets
  - G Dwyane Wade, Miami Heat

- NBA All-Defensive First Team:
  - F LeBron James, Miami Heat
  - F Serge Ibaka, Oklahoma City Thunder
  - C Joakim Noah, Chicago Bulls
  - C Tyson Chandler, Phoenix Suns
  - G Tony Allen, Memphis Grizzlies
  - G Chris Paul, Los Angeles Clippers

- NBA All-Defensive Second Team:
  - F Paul George, Indiana Pacers
  - F Tim Duncan, San Antonio Spurs
  - C Marc Gasol, Memphis Grizzlies
  - G Avery Bradley, Boston Celtics
  - G Mike Conley, Memphis Grizzlies

- NBA All-Rookie First Team:
  - Damian Lillard, Portland Trail Blazers
  - Bradley Beal, Washington Wizards
  - Anthony Davis, New Orleans Pelicans
  - Dion Waiters, Cleveland Cavaliers
  - Harrison Barnes, Golden State Warriors

- NBA All-Rookie Second Team:
  - Andre Drummond, Detroit Pistons
  - Jonas Valančiūnas, Toronto Raptors
  - Michael Kidd-Gilchrist, Charlotte Bobcats
  - Kyle Singler, Detroit Pistons
  - Tyler Zeller, Cleveland Cavaliers